# Little Things
»Little Things« (ali slovensko Drobne stvari) je četrti single švedske glasbene skupine ABBA z njihovega devetega studijskega albuma Voyage.
Pesem je bila posneta v RMV Studios, miksana v Mono Music Studios, masteriranje pa narejeno pri Cutting Room v Stockholmu.
Izšla je na glasbeni CD-plošči 3. decembra 2021.

## Seznam posnetkov
| CD              | CD              | CD                       | CD      |
| Št.             | Naslov          | Pisec                    | Dolžina |
| --------------- | --------------- | ------------------------ | ------- |
| 1.              | „Little Things‟ | B. Andersson, B. Ulvaeus | 3:08    |
| Skupna dolžina: | Skupna dolžina: | Skupna dolžina:          | 3:08    |

## O pesmi
»Little Things« je prva božična pesem skupine ABBA, kar so napovedali že ob predstavitvi novega albuma.
Najprej je izšla 5. novembra 2021 na albumu Voyage in v digitalni/pretočni obliki.
Najbolj praznična doslej je bila njihova pesem »Happy New Year« (oziroma njena španska verzija »Felicidad«), ki je izšla kot single leta 1980.
Benny mi pravi, da o pesmi [»Little Things«] ni razmišljal kot o božični pesmi. A takoj, ko sem jo slišal, sem vedel, da ne more biti drugače.— Björn ob izidu pesmi, Apple Music, novembra 2021.
Nežna umirjena melodija predstavi veselje božičnega jutra v družinskem krogu.
V zadnjem, živahnejšem delu pesmi, se skupini ABBA pridružijo člani otroškega pevskega zbora Children's Choir of Stockholm International School iz Stockholma, ki so edini dodatni pevci, ki se kdajkoli pojavijo na studijskih albumih skupine.
Isti zbor je namreč zapel že v pesmi »I Have a Dream« leta 1979.
Ko jih je Benny tokrat povabil k sodelovanju pri novi pesmi, so bili takoj za.

## Videospot
Predstavitveni glasbeni videospot so objavili 5. novembra 2021 ob izidu albuma Voyage in je zgolj animacija z besedilom pesmi v dizajnu albuma s sončnimi mrki, podobno kot za predhodno pesem »Just a Notion«.
Režiral ga je Mike Anderson iz produkcijske hiše Able, produciral pa Nick Barratt.
Ob napovedi izida singla so napovedali tudi nov božični videospot zanj.

## Avtorske pravice
Skupina ABBA vse prihodke od avtorskih pravic za pesem »Little Things« v petih letih od izida namenja skladu Združenih narodov za otroke (UNICEF).
Podobno donacijo prispevajo avtorji že od leta 1979 za pesem »Chiquitita«.

## Sodelujoči

### ABBA
- Agnetha Fältskog – vokal
- Benny Andersson – klavir, klaviature
- Björn Ulvaeus
- Anni-Frid Lyngstad – vokal

### Ostali glasbeniki
- Jan Bengtson – flavta
- Pär Grebacken – klarinet, kljunasta flavta
- Per Lindvall – tolkala

### Children's Choir of Stockholm International School
- Kimberley Akester – zborovodja, klavir

- Clara Helen Gaudet – spremljevalni vokal
- Alisa Drobina – spremljevalni vokal
- Advika Anikumar – spremljevalni vokal
- Kieran Gillani – spremljevalni vokal
- Iiris Kaivonen – spremljevalni vokal
- Tinnie Klemmer Domonkos – spremljevalni vokal
- Hanna McMillan – spremljevalni vokal

- Anneli Thompson – glasbena asistentka

### Stockholm Concert Orchestra
- Göran Arnberg – dirigent, orkestracija, klavir

- Andrej Power – prva violina
- Jannika Gustafsson – violina
- Daniel Migdal – violina
- Patrik Swedrup – violina
- Ylva Magnusson – violina
- Henrik Naimark – violina
- Daniel Frankel – violina
- Thomas Ebrelius – violina
- Andrej Nikolajev – violina
- Kristina Ebbersten – violina
- Danial Shariati – violina
- Oscar Treitler – violina

- James Opie – viola
- Jörgen Sandlund – viola
- Vidar Andersson Meilink – viola
- Petter Axelsson – viola
- Jonna Inge – viola
- Albin Uusijärvi – viola

- Andreas Lavotha – violončelo
- Louise Agnani – violončelo
- Anna Wallgren – violončelo
- Elemér Lavotha – violončelo
- Christina Wirdegren Alin – violončelo
- Josef Alin – violončelo
- Fred Lindberg – violončelo

- Johan Ahlin – rog
- Björn Olsson – rog
- Magnus Franzén – rog

- Mattias Normell – kontrabas
- Sara Buschkühl – kontrabas

### Produkcija
- Benny Andersson – producent, priredba, miks
- Björn Ulvaeus – soproducent

- Bernard Löhr – tonski mojster, programiranje, miks
- Linn Fijal – asistent
- Vilma Colling – asistentka
- Björn Engelmann – masteriranje
- Görel Hanser – koordinatorka
- Indi Mawbey – oblikovanje vezenine
- Baillie Walsh – oblikovanje

## Odziv

### Tedenske lestvice
| Tedenske lestvice po državah (2021) | Najvišja uvrstitev |
| ----------------------------------- | ------------------ |
| Finska (Finland Airplay)            | 56                 |
| Nemčija (Official German Charts)    | 42                 |
| Nova Zelandija (Hot 40 Singles)     | 37                 |
| Švedska (Sverigetopplistan)         | 20                 |
| Združeno kraljestvo (OCC)           | 61                 |